# Кингстаун
Кингстаун (на английски: Kingstown) е столицата и най-голям град на Сейнт Винсент и Гренадини. Разположен е на брега на Карибско море. Столицата е и главното пристанище на страната.
Основни отрасли на икономиката на града са хранително-вкусовата промишленост, износът на плодове (предимно банани) и туризмът.
Има музей, англиканска катедрала и ботаническа градина, създадена през 1765 г. Население 24 518 жители от преброяването през 2005 г.